# HNK Gorica
Pour les articles homonymes, voir ND Gorica et HNK.
Maillots
Actualités
Dernière mise à jour : 28 février 2025.
Le HNK Gorica est un club croate de football basé à Velika Gorica, ville au sud de Zagreb.

## Historique
Depuis les années 30 il existait plusieurs clubs de football à Velika Gorica, le plus connu était le NK Radnik, créé juste après la guerre en 1945. Avec la création de la Croatie ce club joua durant deux saisons (1992 à 1994) en première division. En 1995, après la relégation, commença la chute jusqu'au 4e niveau du football croate. En 2009, pour éviter la faillite le club fusionne avec le NK Polet, club du village voisin de Busevec, et pensionnaire de la troisième division.
Le nouveau club prend le nom de Hrvatski Nogometni Klub Gorica et dont le premier objectif est de monter en deuxième division. Ce qui fut atteint dès sa première saison. Le HNK Gorica entame sa première saison en Druga HNL / 2.HNL en 2010-2011.
Lors de la saison 2010-2011, le club termine à la première place avec cinq points d'avance, mais la fédération n'accorde pas de licence à Gorica pour participer à la première division, le club est condamné à rester au deuxième niveau.
Le HNK Gorica doit patienter sept ans pour reconquérir le titre de champion de Druga HNL / 2.HNL, et évolue pour la saison 2018-2019 en PRVA HNL, la première division.

## Stade
Le club évolue dans le stade Radnik, d'une capacité de 8000 places, construit en 1987 pour les Universiades. Pour certains match de Première Division le club partage le Stade Maksimir avec le Dinamo Zagreb.